# Роом, Абрам Матвеевич

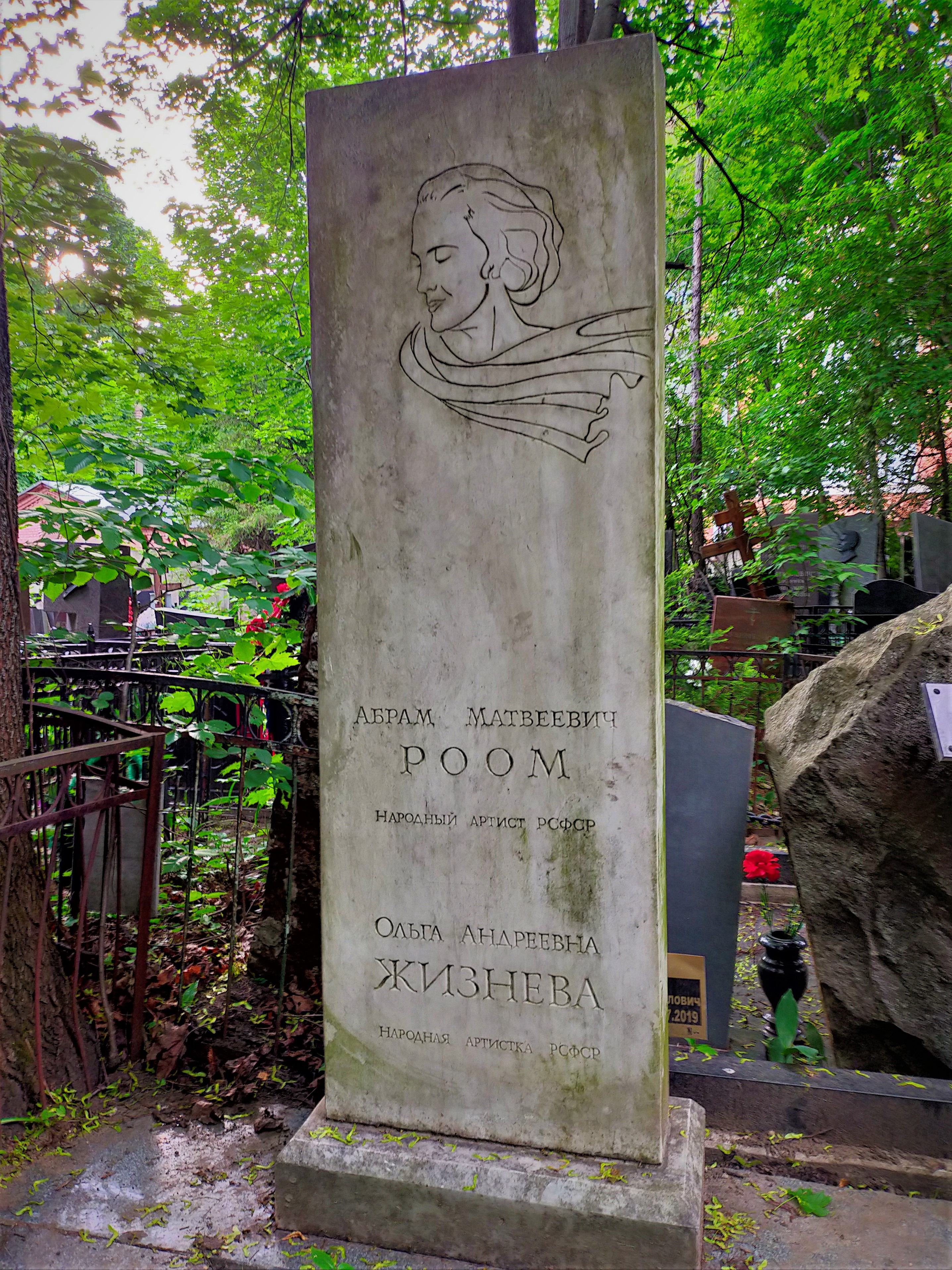
Могила А. М. Роома и О. А. Жизневой на Введенском кладбище

Абра́м Матве́евич Ро́ом (при рождении Абра́м Мо́рдхелевич Ром (Ромм); 16 [28] июня 1894, Вильнa — 26 июля 1976, Москва) — советский кинорежиссёр и сценарист, актёр. Лауреат двух Сталинских премии (1946, 1949), народный артист РСФСР (1965).

## Биография
Родился в Вильнe, в многодетной семье Мордхеля (Мордуха) Беньяминовича Рома (1852—1923) и Леи Давидовны-Абелевны Ром (1872—1914), уроженцев Евье. В 1904 году поступил в виленскую восьмилетнюю частную гимназию Н. А. Виноградова, которую окончил в 1914 году. 5 февраля 1915 года «евьевский мещанин А. М. Ром явился к исполнению воинской повинности, но по освидетельствованию был признан совершенно неспособным к воинской службе».
В августе 1915 года подал прошение о приёме его в действительные студенты медицинского факультета Императорского Николаевского университета в Саратове. Некоторое время учился в Петроградском психоневрологическом институте, но был вынужден оставить учёбу ввиду отсутствия права жительства вне черты оседлости. К этому времени его мать умерла, 64-летний отец был недееспособным в результате эмфиземы лёгких, и А. М. Ром находился на иждивении своего дяди И. К. Фишкина, который был призван в армию и пропал без вести во время боевых действий. 
9 августа 1915 года А. М. Ром был вынужден бежать из Вильно, но уже в следующем месяце поступил на медицинский факультет в Императорский Николаевский университет. Отучившись два с половиной курса, в конце 1917 года он был призван в Красную армию в качестве военврача и отправлен на фронт. В 1919 году вернулся в Саратов. 
С начала октября 1919 года работал ответственным сотрудником редакции газеты «Известия Саратовского Совета», преподавателем в отделе искусств. Его дебют как театрального режиссёра состоялся на сцене саратовского Театра лубочной драмы и комедии, сатиры, кукол и петрушки.
В сентябре 1920 года стал основателем и ректором новообразованных Высших государственных мастерских театрального искусства (ВГМТИ, впоследствии Саратовский театральный институт), где был также ведущим педагогом и главным режиссёром до их закрытия в 1923 году.
В январе 1922 года совместно с С. Неделиным основал театр «Голубятня» в здании пассажа на углу Московской и Никольской улиц, а после его закрытия — Театр эксцентрических представлений (ТЭП) в помещении клуба подрядчиков (ныне здание ТЮЗа), став его главным режиссёром.
24 декабря 1922 года открыл Детский театр ВГМТИ, а 25 декабря 1922 года — Показательный театр ВГМТИ (оба в помещении театра имени Ленина) для демонстрации работ сценических мастерских.
С 1923 года был режиссёром Театра Революции (вместе с В. Э. Мейерхольдом поставил пьесу А. М. Файко «Озеро Люль», премьера состоялась 8 ноября 1923 года), режиссёром и педагогом Высшей педагогической школы ВЦИК в Москве. 
В 1925—1934 годах — педагог ВГИКа (доцент), одновременно с 1924 года работал в качестве режиссёра на киностудиях «Госкино», «Совкино», «Союзкино».
В 1949 году вступил в ВКП(б). Был членом правления общества «СССР — Италия».
Адреса в Москве: Тверской бульвар, дом 7;  Борисоглебский переулок, дом 12; улица Поварская, дом 35/28.
Умер 26 июля 1976 года. Похоронен в Москве на Введенском кладбище (участок № 29) рядом с женой.

## Семья
Дочь от первого брака — Елена Абрамовна Роом (1928—2017), редактор, переводчица, автор синхронных русских текстов к кинофильмам; её мать была репрессирована, и жена Роома Ольга Андреевна Жизнева воспитывала падчерицу как родную дочь.
Жена (1929—1972) — Ольга Андреевна Жизнева (1899—1972), актриса театра и кино, народная артистка РСФСР. Похоронена на Введенском кладбище (участок № 29).

## Награды и премии
- Сталинская премия второй степени — за фильм «Нашествие»
- Сталинская премия первой степени (1949) — за фильм «Суд чести»[17]
- заслуженный деятель искусств РСФСР (6.3.1950)
- народный артист РСФСР (1965)
- орден Октябрьской Революции (12.04.1974)
- орден Трудового Красного Знамени
- орден «Знак Почёта» (27.10.1967)
- медали

## Фильмография

### Режиссёрские работы
- 1924 — Гонка за самогонкой
- 1926 — Бухта смерти
- 1926 — Предатель
- 1927 — Третья Мещанская
- 1927 — Ухабы
- 1927 — Евреи на земле
- 1929 — Привидение, которое не возвращается
- 1930 — План великих работ (документальный)
- 1936 — Строгий юноша
- 1939 — Эскадрилья № 5
- 1940 — Ветер с востока
- 1942 — Боевой киносборник № 13 «Наши девушки»
- 1945 — Нашествие
- 1946 — В горах Югославии
- 1949 — Суд чести
- 1951 — Совесть мира[18], производство остановлено по решению Политбюро в марте 1951 года, в числе других 16 фильмов на международную тематику, в рамках процесса подготовки Международного экономического совещания в Москве в апреле 1952 года.
- 1952 — Школа злословия
- 1953 — Серебристая пыль
- 1956 — Сердце бьется вновь…
- 1964 — Гранатовый браслет
- 1969 — Цветы запоздалые
- 1971 — Преждевременный человек

### Художественный руководитель
- 1956 — Дело № 306
- 1957 — На графских развалинах

### Сценарист
- 1926 — Ветер
- 1927 — Ухабы
- 1927 — Евреи на земле
- 1927 — Третья Мещанская
- 1930 — План великих работ
- 1964 — Гранатовый браслет
- 1969 — Цветы запоздалые
- 1977 — Враги — совместно с Максимом Горским

### Актёрская работа
- 1927 — Поцелуй Мэри Пикфорд

## Архив
В Российском государственном архиве литературы и искусства хранится совместный архивный фонд А.М. Роома и О.А. Жизневой.
Он насчитывает 392 единицы хранения за период 1907–1976 годов и был передан в архив дочерью режиссера, Е.А. Роом. В фонде широко представлены материалы творческой деятельности семьи, в том числе, литературные и режиссерские сценарии, заметки, монтажные листы, рукописи статей, лекций и выступлений, большой комплекс фотографий кадров из фильмов и рабочих моментов съёмок, а также обширная переписка, биографические документы, включая самые ранние, и многочисленные фотографии Абрама Матвеевича, его портреты, эскизы декораций и костюмов к фильмам.